# Leucocroton stenophyllus
Leucocroton stenophyllus là một loài thực vật có hoa trong họ Đại kích. Loài này được Urb. mô tả khoa học đầu tiên năm 1918 publ. 1919.